# Thomas Wright (escritor)
Thomas Wright (fl 1604 - morto c. 1624) foi um erudito e escritor britânico, protegido de Henrique Wriothesley, III Conde de Southampton, e que viajou pela Itália.
Wright escreveu:
- A Succinct Philosophicall Declaration of the Nature of Clymactericall Yeeres, occasioned by the Death of Queene Elizabeth Written by T. W[right]. Impresso por T. Thorpe, Londres, 1604.
- The Passions of the Minde in generall. Por Thomas Wright, Londres, 1601, reeditado em 1604 "corrigido, ampliado e com novos discursos adicionados", republicado em 1621 e 1630. Este trabalho foi dedicado a Southampton.[1]

Outro Thomas Wright, M.A., de Peterhouse, Cambridge, escreveu em 1685 The Glory of Gods Revenge against the Bloody and Detestable Sins of Murther and Adultery. (Londres).